# Bodež (biljni rod)
Bodež  (lat. Mantisalca), rod dvogodišnjeg bilja i trajnica iz porodice glavočika (Asteraceae).
Na popisu je 5 ili 6 vrsta iz južne Europe, sjeverne Afrike i Male Azije. U Hrvatskoj raste salmantski bodež (Mantisalca salmantica).  

## Vrste
1. Mantisalca amberboides (Caball.) Maire, možda sinonim od  M. delestrei.
2. Mantisalca cabezudoi E.Ruíz & Devesa
3. Mantisalca delestrei (Spach) Briq. & Cavill.
4. Mantisalca duriaei (Spach) Briq. & Cavill.
5. Mantisalca salmantica (L.) Briq. & Cavill.
6. Mantisalca spinulosa (Rouy) E.Ruíz & Devesa
7. Mantisalca ×castroviejoi E.Ruíz & Devesa